# Presidentvalet i USA 1944
Presidentvalet i USA 1944 hölls den 7 november 1944 i hela landet.
Valet stod mellan den sittande demokratiska presidenten Franklin D. Roosevelt och den republikanske guvernören i New York Thomas Dewey.
Det var få som tvivlade på att Roosevelt skulle vinna valet, eftersom USA vid tidpunkten för valet befann sig i ett världskrig.
Till Roosevelts medkandidat valdes Harry S. Truman istället för den sittande vicepresidenten Henry Wallace
Valet vanns av den sittande amerikanske presidenten Franklin D. Roosevelt med 53,4 procent av rösterna mot 45,9 procent för Thomas Dewey
Detta val är även historiskt eftersom Roosevelt lyckades vinna ett presidentval för fjärde gången.

## Republikanernas nominering
Anmälda kandidater
- Wendell Willkie, advokat från New York, republikanernas presidentkandidat i 1940 års val
- Thomas Dewey, guvernör i New York
- Harold Stassen, förutvarande guvernör i Minnesota
- Douglas MacArthur, general från Wisconsin
- John W. Bricker, guvernör i Ohio
- Robert Taft, ledamot i USA:s senat från Ohio
- Riley A. Bender, affärsman från Illinois
- Everett Dirksen, ledamot i USA:s representanthus från Illinois

Republikanernas konvent
Thomas Dewey valdes till det republikanska partiets presidentkandidat och han valde John W. Bricker som vicepresidentkandidat.

## Demokraternas nominering
Anmäld kandidat
- Franklin D. Roosevelt från New York, USA:s president

Demokraternas konvent
Franklin D. Roosevelt mötte på mycket litet motstånd trots att många i södra USA var missnöjda med hans politik. Harry S. Truman valdes till partiets vicepresidentkandidat. Omröstningen slutade:
- Franklin D. Roosevelt 1 086 röster
- Harry F. Byrd 89 röster
- James Farley 1 röst

## Tabell: valresultat
| Presidentkandidat     | Partitillhörighet | Hemdelstat | Röster     | Röster | Elektorsröster | Vicepresidentkandidat | Hemdelstat |
| Presidentkandidat     | Partitillhörighet | Hemdelstat | Antal      | Andel  | Elektorsröster | Vicepresidentkandidat | Hemdelstat |
| --------------------- | ----------------- | ---------- | ---------- | ------ | -------------- | --------------------- | ---------- |
| Franklin D. Roosevelt | Demokrat          | New York   | 25 612 916 | 53,4 % | 432            | Harry S. Truman       | Missouri   |
| Thomas Dewey          | Republikan        | New York   | 22 017 929 | 45,9 % | 99             | John W. Bricker       | Ohio       |
| Övriga                | Övriga            | Övriga     | 346 218    | 0,8 %  | 0              |                       |            |
| Summa                 | Summa             | Summa      | 47 977 063 | 100 %  | 531            |                       |            |